# 迪斯尼恐龙
《迪斯尼恐龙》是一款由育碧制作和发行的冒险游戏。游戏根据迪斯尼电影《恐龙》改编，于2000年在Game Boy Color、Dreamcast、PlayStation等平台发行。
游戏以第三人称视角。游戏中含有解密元素。
游戏收到混合至负面评价。GameRankings给予GBC版本51.62%分数。